# Jan Valtin
Jan Valtin, pseudonimo di Richard Julius Hermann Krebs, (Magonza, 17 dicembre 1905 – Betterton, 1º gennaio 1951), è stato un agente segreto tedesco.

## Biografia
Fu un comunista tedesco che partecipò giovanissimo, nel 1918, all'ammutinamento della flotta di Kiel che segnò l'inizio della rivoluzione in Germania e la fine della prima guerra mondiale. Come militante del Partito Comunista di Germania (KPD), nel 1923 partecipò all'insurrezione di Amburgo. Successivamente entrò a far parte della GPU. Arrestato e torturato nella Germania nazista, fu contattato in prigione dalla GPU e gli fu ordinato di fingersi agente doppiogiochista della Gestapo. I nazisti abboccarono ma trattennero sua moglie in ostaggio. Entrato in contrasto con i sovietici, fu sequestrato e tradotto in Unione Sovietica. Riuscito a fuggire si rifugiò negli Stati Uniti.

## Out of the Night
Nel 1941 Valtin pubblicò negli Stati Uniti la sua autobiografia romanzata, Out of the Night, che divenne un best seller ma la cui attendibilità è controversa. Nel libro Valtin si sofferma diffusamente sui rapporti tra il KPD e l'NSDAP, scrivendo che i due partiti «unirono le forze per tagliare la gola a una democrazia già vacillante. Fu una strana alleanza, mai ufficialmente proclamata o riconosciuta né dalla burocrazia rossa né da quella bruna, ma un fatto orribile comunque». Secondo Valtin, nella base del partito molti resistettero sotterraneamente a tale linea, ma egli fu invece tra gli elementi fedeli alle direttive del Comitato centrale, per cui «una tregua temporanea e un'azione combinata venivano concordate tra i seguaci di Stalin e di Hitler ogni volta che essi intravedevano un'opportunità per attaccare e interrompere riunioni e manifestazioni del fronte democratico». 
Valtin scrive che nel solo 1931 partecipò «a dozzine di tali imprese terroristiche insieme ai più violenti elementi nazisti». Per illustrare il funzionamento di quella che definisce «alleanza Dimitrov-Hitler», menziona in particolare gli assalti, che afferma di aver condotto insieme a un membro delle SA di nome Walter Tidow, a due eventi democratici: un'assemblea dei delegati marittimi e portuali indetta dal sindacato socialista dei trasporti, che si sarebbe svolta nella Camera del lavoro di Brema nella primavera del 1931, e un comizio del Partito Democratico Tedesco, a cui avrebbe partecipato come principale oratore il generale Paul Emil von Lettow-Vorbeck e di cui non indica luogo e data.
In uno studio sui rapporti tra KPD e NSDAP, Davis William Daycock scrive di non aver trovato riscontri nei registri dei sindacati in merito al primo dei due eventi menzionati da Valtin, ma non esclude che potrebbe trattarsi di un'assemblea sindacale di importanza locale non riportata nelle fonti consultate. Daycock ad ogni modo riscontra delle forti similitudini tra quanto scritto da Valtin e i resoconti della stampa del Partito Comunista d'Opposizione (KPO) in merito ad aggressioni subite per mano del KPD.
In merito al plebiscito sullo scioglimento del Landtag prussiano del 9 agosto 1931, Valtin riporta che le perplessità nella base comunista circa l'opportunità di aderire all'iniziativa delle destre contro il governo socialdemocratico prussiano furono vinte dalla direzione del Comintern, cosicché «mentre i gruppi terroristici comunisti e nazisti facevano fuoco l'un contro l'altro in schermaglie notturne, i comunisti si recavano lealmente alle urne per dare i loro voti a sostegno di una campagna lanciata dal monarchico Hugenberg e dal fascista Hitler». Riguardo alla generale politica del KPD, Valtin commenta: «I migliori alleati involontari di Hitler eravamo noi, i comunisti».